# Tangence
Tangence, anciennement Urgences, est une revue québécoise d'études littéraires qui publie quadrimestriellement et qui s'intéresse aux liens entre la littérature et les autres disciplines. La revue est rattachée à l'Université du Québec à Rimouski et à l'Université du Québec à Trois-Rivières.

## Histoire et caractéristiques de la revue
Tangence est une revue d'étude littéraire québécoise. Créée en 1981, sous le nom d'Urgences, la revue se consacre au travail de création et se veut un instrument pour le Regroupement des auteurs de l'Est du Québec « pour contribuer à la connaissance des auteurs de la région et pour faciliter la diffusion de leurs travaux. »   
En 1986, Urgences n'est plus rattachée au Regroupement des auteurs de l'Est du Québec, mais au Département de lettres de l'Université du Québec à Rimouski. À ce moment, la revue propose un volet « analyse » tout en préservant la dimension « création » qui est au cœur de sa ligne éditoriale, et ce, depuis le début,.
C'est en 1992 que la revue change de nom pour Tangence, et change son mandat à la même occasion. Lors du lancement du premier numéro, Robert Dion et Élisabeth Haghebaert expliquent ce changement d'orientation de la revue :  

« Il y a dix ans, en effet, l'équipe fondatrice avait placé la revue sous le signe de l'«urgence de dire». Aujourd'hui, l'équipe actuelle laisse la priorité à d'autres urgences plus immédiates. Si elle entend bien poursuivre le travail amorcé ces dernières années, elle veut aussi marquer un nouveau départ en affirmant sa dimension littéraire. Aussi avons-nous choisi de rebaptiser la revue Tangence, parce que «Le mot, pour un écrivain, est avant tout tangence avec d'autres mots qu'il éveille à demi de proche en proche» (Julien Gracq). Il est clair, cependant, que le parti pris pour la littérature n'implique pas quelconque orthodoxie; nous continuerons de suivre les voies tangentes, de parler de grands classiques comme de bandes dessinées, de chanson comme de poésie d'avant-garde. »

Au fil du temps, Tangence devient une revue savante d'envergure internationale appuyée par les grands organismes subventionnaires canadiens, et « vouée exclusivement à la diffusion de la recherche universitaire en études littéraires et fondée sur le principe d'évaluation par les pairs. »
Rattachée au Département des lettres et humanités de l'Université du Québec à Rimouski (UQAR), qui anime la revue depuis 1986, et au Département de lettres et communication sociale de l'Université du Québec à Trois-Rivières (UQTR), qui s'est joint à l'équipe éditoriale en 1999, Tangence est un lieu de convergence inscrit au cœur du réseau que forment entre elles les universités québécoises, canadiennes et étrangères.
En 1996, à l'occasion de ses 15 ans, la revue fait paraître un index « qui permettra de s'y retrouver parmi les 663 articles parus » entre les numéros 1 à 50. La revue fera un deuxième index en 2006, à l'occasion de ses 25 ans, pour les numéros 51 à 80.
En 2006, la revue se lance dans le milieu de l'édition en lançant sa collection « Confluences » qui propose de réfléchir la littérature comme un lieu de convergences en publiant des chercheurs internationaux.
En 2009, Tangence lance sa deuxième collection intitulée « Émergence ». Celle-ci se présente comme complémentaire à « Confluences », puisqu'elle se donne le mandat de présenter les travaux de jeunes chercheurs.
La revue est distribuée par les Presses de l'Université du Québec. La revue est membre de la Société de développement des périodiques culturels québécois.

### Ligne éditoriale
La revue examine les différents liens entre les études littéraires et les autres domaines universitaires en s'intéressant à comment la littérature les interroge, les représente et les met en scène. Comme son nom l'indique, « Tangence s'intéresse aux relations qu'entretient la littérature avec les autres disciplines (les arts, la philosophie et les sciences humaines) de manière à fédérer les savoirs au sein d'une réflexion commune. » 

« La politique éditoriale de Tangence manifeste depuis un souci constant d’ouverture interdisciplinaire, la littérature et, de plus en plus, la recherche en littérature s’affirmant comme des pratiques transversales. Philosophie et esthétique, épistémologie et sciences exactes, anthropologie et théories féministes, sociologie et histoire des formes esthétiques et des idées se veulent autant de champs d’investigation entre lesquels la recherche en lettres permet de multiplier des convergences qui redéfinissent notre connaissance de la littérature et des pratiques culturelles. »

Tangence est « libre de toute forme d'affiliation à une école, la revue a pour ambition de servir de lieu de convergence, voire d'interface, entre des domaines d'investigation trop souvent dissociés, en favorisant la polyvalence des thèmes et des problématiques qu'elle interroge. ». Or, ces convergences nouvelles que suscite la recherche actuelle ont besoin d'un lieu pour se penser et pour se dire — et ce lieu est précisément celui qu'occupe Tangence[réf. nécessaire].

## Directions, comité de rédaction et contributeurs
Tangence a actuellement comme directrices Roxanne Roy et Mélodie Simard-Houde, et comme directeurs adjoints David Bélanger et Louis Hébert. Son comité de rédaction est constitué de Marie-Lise Laquerre, Marilie Gagnon, Marie-Odile Richard et Nelson Guilbert.

### Directions[8],[16]
- 1981-1985 : Comité de directions composé de Danielle Bérubé, Jean Cossette, Gibert Dupuis, Lise Lessard
- 1989-1991 : André Gervais
- 1991-1994 : Robert Dion
- 1994-1998 : France Fortier
- 1999-1999 : Thérèse Paquin
- 1999-2007 : André Gervais et Lucie Guillemette
- 2007-2011 : Marc André Bernier et Claude La Charité
- 2012-2014 : Hervé Guay et Claude La Charité
- 2014-2022 : Hervé Guay et Roxanne Roy
- 2022- aujourd'hui : Roxanne Roy et Mélodie Simard-Houde

### Comité de rédaction

#### Comité de rédaction actuel (2022)
- Marie-Lise Laquerre
- Marilie Gagnon
- Marie-Odile Richard
- Nelson Guilbert